# Carolina de Soto y Corro
Carolina de Soto y Corro (Sevilla, 22 de septiembre de 1860; lugar de fallecimiento desconocido,  falleció el 5 de mayo de 1930) fue una poeta, dramaturga, narradora y articulista española.
Fue una escritora muy polifacética, trabajando todos los géneros literarios y utilizando una gama de pseudónimos, muy variada, para firmar sus obras (Emma Foraville, Condesa de Montalbán, Una Hija de Nazaret, etc.). Está considerada como una de las autoras más brillantes de la literatura femenina española entre los siglos XIX y XX, tanto por la extensión, calidad y de su obra, como por su diversidad.
Fue una escritora conservadora y con fuertes sentimientos religiosos, que se mostró siempre preocupada por la educación de la mujer y segura de su capacidad para llevar adelante cualquier empresa.

## Biografía

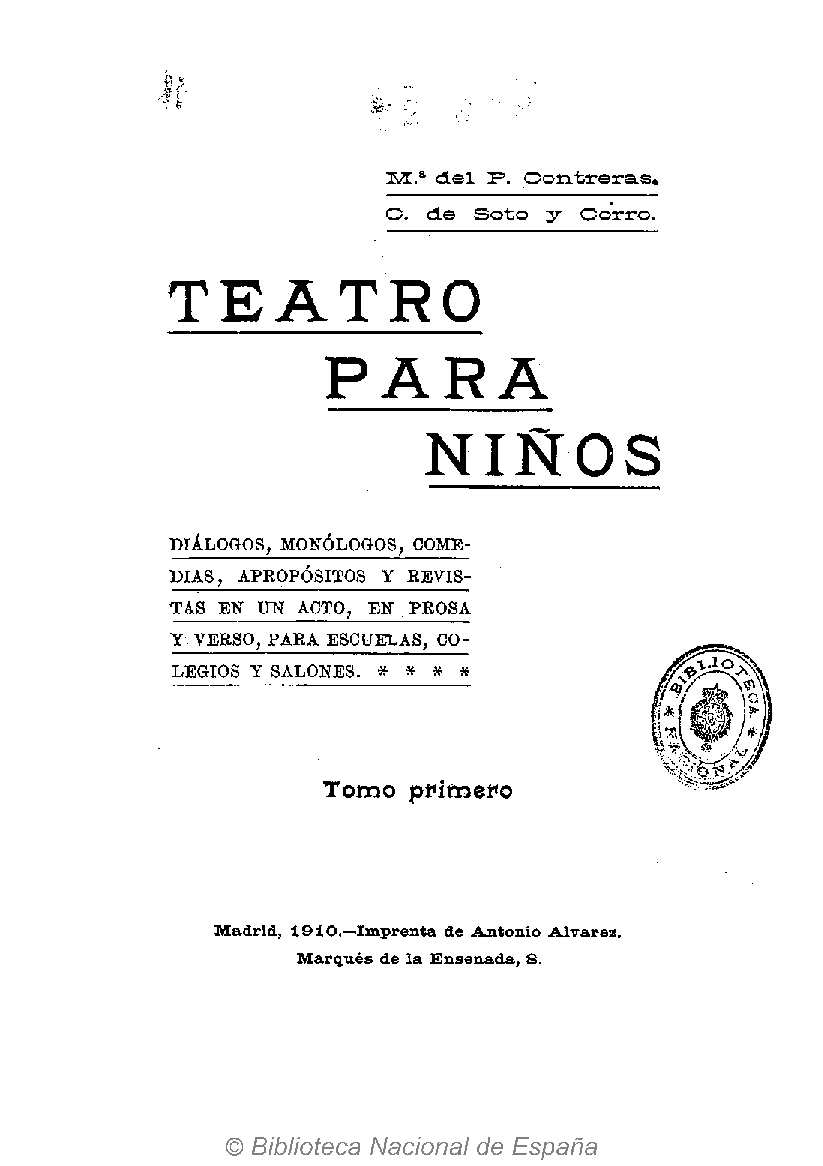
Teatro para niños de Carolina de Soto y Mª del Pilar Contreras. 1910.

Carolina de Soto y Corro era hija de José  de Soto y Corro y Dolores González, y pese a nacer en Sevilla, al poco tiempo se trasladó junto con su familia a Jerez de la Frontera, en donde residió hasta los veintiséis años.
Pese a su condición de mujer y la época en la que nació, recibió una completa educación, lo que le permitió desarrollar su vocación innata para la literatura. Esta educación le permitió llegar a fundar y dirigir la prestigiosa revista Asta Regia, en compañía de su amigo poeta y distinguido letrado Fernando de Lavalle y con ayuda de varios jóvenes escritores, un semanario dedicado a las Ciencias, las Letras y las noticias de interés local en el año 1880.
Se sabe que con tan solo once años escribió una comedia dramática que estrenó con una compañía infantil y que sus primeras composiciones poéticas las publicó en El Guadalete, periódico político literario que se publicó en Jerez de la Frontera diariamente entre 1852 y 1936. La familia se traslada en 1886 a Madrid, y Carolina pasa a dedicarse plenamente al cultivo de la literatura.
La mayor parte de su obra se publicó en diferentes periódicos y revistas, de su época, en los que mostró una gran cantidad de composiciones poéticas y unos pocos artículos periodísticos. La mayor parte de las colaboraciones en la prensa periódica aparecieron en la mencionada revista Asta Regia, de Jerez de la Frontera; pero fue colaboradora asidua en Flores y Perlas (de Madrid) y en Álbum Ibero-Americano (también de la capital de España). Algunas de sus obras se publicaron en El Guadalete (Jerez, 1875), El Boletín Gaditano (1879), El Diario de Cádiz, El Eco de Andalucía (Sevilla, 1880), El Noticiero Sevillano (1882), El Renacimiento (de Sevilla), El Diario de Córdoba (1884), Revista Malacitana (Málaga, 1885), La Voz de la Patria (Madrid, 1888), El Liberal (Palma de Mallorca, 1892; Alicante, 1894), Diario de Ávila (1905), La Monarquía (Sevilla, 1906), El Heraldo Andaluz (Madrid, 1907), El Debate (1914), El Imparcial (Madrid), La Semana Literaria (Madrid) y La Ilustración (Barcelona).

## Obra
Como ya hemos dicho anteriormente esta autora fue una gran polifacética y trabajó tanto la poesía, como la narración, la novela o el teatro. Su producción dramática está formada fundamentalmente por las piezas de teatro infantil, muchas der las cuales escribió en colaboración con la escritora jiennense María del Pilar Contreras. Se trata de unas obras de poca calidad literaria y mucha doctrinal, dirigidas a un público muy concreto: las alumnas de centros de estudio religiosos. Se escribían en versos  ripiosos y altisonantes, con lo que se facilitaba la memorización, con empleo abusivo de ciertos recursos retóricos como la alegoría y la personificación. Las piezas iban acompañadas por música, en muchas ocasiones compuesta por la misma María del Pilar Contreras. Se trataba de obras de propaganda ideológica del conservadurismo cristiano, escritas contra el Modernismo de la época, y como rechazo a cualquier manifestación de la ideología progresista como podía ser las nuevas modas en la indumentaria, la enseñanza laica, librepensamiento, a la liberación de la mujer, entre otras.
Estas obras se publicaron en seis tomos de teatro infantil, entre 1911 y 1917 y sus títulos son: Compasión, Los colores, Pasado y presente, Por el mapa, Un émulo de Frégoli, ¡Así nos juzgan!, La fea, Predestinada, Tríptico, El orfeón infantil, El triunfo del bien, La danza del premio, El óbolo de la viuda, Las potencias del alma, La cestera, La noticia del ángel, 'El milagro de las rosas, La imitadora, La mensajera, La niñez de Santa Teresa, Miss Ketty, Abejas y zánganos, La lechera, Las hormigas y los pájaros cantores, Un congreso de ratones.
Otras obras de este mismo estilo se publicaron en la Imprenta de la Viuda de A. Álvarez en Madrid entre 1914 y 1919, cuyos títulos fueron: La buena obra, Los vencedores, Pasado, presente y futuro, Los niños malos, Los santos médicos, Un premio a la virtud, Los niños toreros, Don Jenaro Matamoros, El cocinero de Mister John, Paco el Trianero, Monedas y billetes y Los tres defectos de Rita.
Aparte de sus producciones dramáticas, también podemos destacar los siguientes títulos:
- Corona a Santa Teresa de Jesús (Jerez: Imprenta del Guadalete, 1884). Poesía.
- El santo de la aldea (Jerez: Imprenta del Guadalete, 1885). Poema dedicado a su primo José Rodríguez González.[6]
- El terremoto de Andalucía antes y después de ocurrir en las provincias de Granada y Málaga, la noche del 25 de diciembre de 1884 (Jerez: Imprenta del Guadalete, 1885). Obra prologada por don Nicolás Latorre.[7]
- Álbum de boda (Madrid: Sucesores de Rivadeneyra, 1887) Poesía. Libro que trata sobre el matrimonio aunque ella nunca estuvo casada.[1]
- El diablo en el púlpito (Madrid: Establecimiento Tipográfico de los Sucesores de Rivadeneyra, 1889). Poema dedicado a don Antonio González.[6]
- El faro de la virtud. Libro de lectura para las escuelas (Jerez: Imprenta del Guadalete, 1887). La introducción es de don Alejandro Corrales, director del Seminario de Escuelas Pías de Sanlúcar. Texto declarado de lectura escolar obligatoria, por Real Orden de 20 de diciembre de 1886.
- Americanistas ilustres (Madrid: Imprenta de José Perales, 1890).
- Colón y América (Madrid: Librería Fernando Fe, 1892). Poema histórico.
- Vicios y virtudes (Alicante: Establecimiento Tipográfico de A. Ganga, 1894). Colección de cuentos y novelas que, se habían publicado con anterioridad en el diario El Imparcial. Contiene los siguientes títulos: "Contra soberbia, humildad", "Contra avaricia, largueza", "Contra lujuria, castidad", "Contra ira, paciencia", "Contra gula, templanza", "Contra envidia, caridad", "Contra pereza, diligencia".
- Bígamo (Alicante: Establecimiento Tipográfico de A. Ganga, 1895). Novela original de Carolina Soto y Corro.
- Glorias de los Alfonsos Reyes de España (Madrid: Imprenta del Asilo de Huérfanos, 1902). Colección de romances históricos.
- La conquista de Cádiz (Madrid: Imprenta del Asilo de Huérfanos, 1907). Leyenda caballeresca, que consiguió el Premio de la Asociación de Escritores y Artistas de Cádiz.
- Homenaje al Príncipe de Asturias (Madrid: Imprenta del Asilo de Huérfanos, 1907). Poema escrito con motivo del nacimiento del Príncipe de Asturias el 10 de mayo de 1907.
- Odas, poemas, leyendas (Madrid: Imprenta del Asilo de Huérfanos, 1907). Dedicada a Victoria Eugenia de Battenberg.
- Cuento de Reyes (Madrid: Imprenta de Antonio Álvarez, 1908). Poema.
- Mauca (Madrid: Imprenta Clásica Española, 1917). Obra que se vio ampliada por una carta del poeta Manuel Machado.

## Premios y reconocimientos
Desde muy pronto, prácticamente desde su traslado a Madrid en 1886, Carolina empieza a ganar premios literarios y a ser reconocida como una gran literata, lo cual se pone de relieve en el hecho de ser nombrada como Socia de Honor de la Asociación de Escritores y Artistas de Cádiz; admitida como miembro del Centro Mercantil de Sevilla, de la Ilustración Obrera de Tarragona, de la Real Academia de Buenas Letras de Sevilla y del Centro Instructivo y Protector de Ciegos de Madrid; además, fue nombrada Socia Correspondiente de la Real Academia de Buenas Letras de Cádiz, y de la Junta Poética Malacitana.
Podemos destacar entre sus premios:
- Premio de la Asociación de Escritores y Artistas de Cádiz, concedido en 1878 a su leyenda "La conquista de Cádiz".
- Premio de la Sociedad Económica de Amigos del País de Cádiz, que se le otorgó en 1879.
- Premio de la Academia Gaditana de Ciencias y Artes, cosechado en 1880.
- Galardón otorgado en 1887 por la Organización del IV Centenario de la Reconquista.
- Premio que, en 1888, le concedió la Biblioteca Nacional por su obra Poetas andaluces contemporáneos.[6]
- Primer Premio de los Juegos Florales celebrados en Orense en 1901.